# Tricondyloides inermis
Tricondyloides inermis är en skalbaggsart som beskrevs av Stefan von Breuning 1939. Tricondyloides inermis ingår i släktet Tricondyloides och familjen långhorningar. Inga underarter finns listade i Catalogue of Life.